# Sbor pověřenců 7. února 1945 – 21. února 1945
Sbor pověřenců 7. února 1945 – 21. února 1945 působil jako vládní orgán na osvobozeném území Slovenska na konci druhé světové války v únoru 1945. Šlo v pořadí o třetí Sbor pověřenců.

## Složení Sboru pověřenců
- pověřenec pro věci vnitřní:
  - Ján Púll a Štefan Kočvara
- pověřenec pro zemědělství a pozemkovou reformu:
  - Ján Ursíny a Michal Falťan
- pověřenec pro průmysl, živnosti a zásobování:
  - Peter Zaťko
- pověřenec pro finance:
  - Tomáš Tvarožek
- pověřenec pro školství a osvětu:
  - Vavro Šrobár
- pověřenec pro spravedlnost:
  - Ivan Štefánik
- pověřenec pro sociální péči:
  - Felix Vašečka
- pověřenec pro zdravotnictví:
  - Viliam Thurzo
- pověřenec pro dopravu:
  - Kornel Filo
- pověřenec pro veřejné práce:
  - Jozef Styk
- pověřenec pro pošty a telegraf:
  - František Komzala